# 大肚溪口野生動物保護區
大肚溪口野生動物保護區位於臺灣臺中市與彰化縣交界的大肚溪出海口，此地是臺灣中部地區最大的水鳥棲息地。。1995年，由臺中縣與彰化縣政府依《野生動物保育法》公告為「大肚溪口水鳥保護區」，再於1998年修正公告為「大肚溪口野生動物保護區」。範圍北起台中發電廠邊界，南至彰化伸港的田尾排水溝。